# ادی تیکلزان سوبرگیون
ادی تیکلزان سوبرگیون یک منطقهٔ مسکونی در اریتره است که در منطقه آنسبا واقع شده‌است.